# Ludwig Nieper

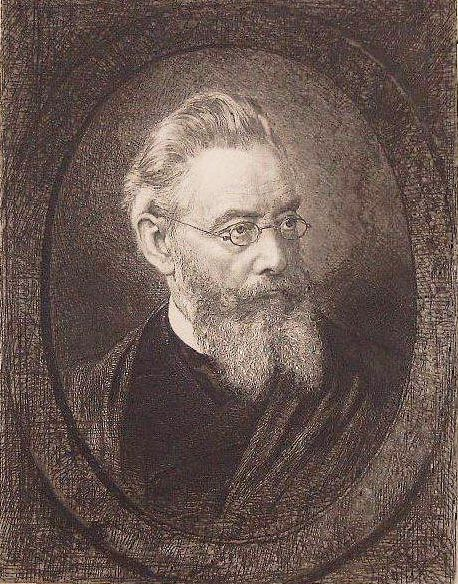
Ludwig Nieper (um 1890)

Ludwig Nieper (* 12. Juli 1826 in Braunschweig; † 2. April 1906 in Loschwitz) war ein deutscher Maler, Holzschneider und Direktor der Königlichen Kunstakademie und Kunstgewerbeschule zu Leipzig sowie in Personalunion Gründungsdirektor der Städtischen Gewerbeschule zu Leipzig.

## Werdegang
Nieper studierte an der Dresdner Kunstakademie das Fach Malerei. Während dieser Zeit hatten sich im Revolutionsjahr 1848 hier in Dresden auch die Studenten und Professoren der Akademie an der Seite der Bürger gegen Unterdrückung und für bürgerliche Freiheiten eingesetzt. Die Akademie erlangte im „Vormärz“ einen Aufschwung durch Reformen sowie mit einer Verjüngung des Lehrkörpers, u. a. durch den Architekten Gottfried Semper, den Bildhauer Ernst Rietschel und den Landschaftsmaler Ludwig Richter. Aber nach dem Sieg des preußischen und sächsischen Militärs regierte die Konterrevolution und versetzte die Lehranstalt wieder in einen sterilen Akademismus. Auch Nieper wurde erfasst von diesen Entwicklungen während seiner künstlerischen Reifung.
Einerseits bezog sich seine künstlerische Ausbildung auf Kunstfertigkeit und Erfahrungsregeln im Dienste eines biblischen oder nationalen Historismus. Andererseits erlebte Nieper in diesen Jahren das Entstehen von neuartiger Technik und der hiermit einhergehenden Industrialisierung, verbunden mit einer Entfaltung neuer rationaler und gefühlsbetonter Geisteskräfte. Dieser Umbruch beeinflusste sowohl das künstlerische Schaffen von Nieper als auch seine spätere Haltung zur Ausbildung von Technikern durch gewerbliche Bildungseinrichtungen. Insbesondere erkannte er frühzeitig die notwendigen Veränderungen für die Lehrpläne, die durch einen wachsenden Einzug von Maschinentechnik in die gewerbliche Produktion dringend erforderlich wurden.
Von 1861 bis 1864 ging Ludwig Nieper, wie viele Künstler der damaligen Zeit, nach Rom, um die Vorbilder für sein künstlerisches Schaffen unmittelbar kennenzulernen.

## Als Direktor der Kunstakademie
Nieper wurde schließlich seit dem Jahre 1872 als Direktor der Akademie der bildenden Künste in Leipzig wirksam.  Ursprünglich wurde diese Bildungseinrichtung als Akademie für Malerei (Zeichenakademie) im Jahre 1764 im Leipziger Amtshaus durch ihren Gründungsdirektor Adam Friedrich Oeser eröffnet. Dieser wirkte, aus Dresden kommend, ab 1759 in Leipzig, wurde erster Direktor der neuen Leipziger Zeichenakademie und führte dieses Amt 35 Jahre lang bis zu seinem Tode 1799.
Von 1765 bis 1768 zählte zu Oesers Schülern der Student Johann Wolfgang Goethe, für den der freundschaftliche Umgang mit dem Lehrer und dessen Familie prägend werden sollte. Goethe schloss mit Oesers Tochter Friederike Elisabeth (1748–1829) seit 1765 eine Freundschaft, Oeser blieb auch selbst mit Goethe lebenslang in Verbindung.
1872 wurde Nieper zum Direktor dieser Akademie berufen, er trat die Nachfolge von Gustav Jäger an, der von 1847 bis 1871 hier Direktor war. Die Akademie änderte während ihrer historischen Entwicklung mehrfach die Bezeichnung, um 1835 führte sie den Namen Akademie der bildenden Künste. Ab 1876 leitete Nieper die Einrichtung unter dem Namen Königliche Kunstakademie und Kunstgewerbeschule zu Leipzig.
Nieper reorganisierte zunächst die Abteilungen der Akademie. Er richtete 1893 eine Abteilung für photographische Vervielfältigungsverfahren neu ein, die zu einer weiteren Schwerpunktsetzung der Akademie beitrug. In der Folge schloss Nieper 1894 die Abteilung für architektonisches Kunstgewerbe und 1896 die Abteilung für Bildhauerkunst. Seit 1897 war aber der bekannte Bildhauer, Maler und Graphiker Max Klinger als Professor an der Akademie tätig.
Mit dem Ende des Direktorats von Nieper im Jahre 1901 wurde die Leipziger Akademie in die Königliche Akademie für graphische Künste und Buchgewerbe umgewandelt. Sein Nachfolger als Rektor wurde Max Seliger, der dieses Amt von 1901 bis 1920 fortgeführt hat.
Die Akademie entwickelte sich auch langfristig stabil, sodass im Jahre 1938 hier 286 Studenten eingeschrieben waren. Damit war sie nach Wien und Berlin die drittgrößte Kunsthochschule des Deutschen Reiches.
Nach dem Zweiten Weltkrieg wurde die Einrichtung als Hochschule für Grafik und Buchkunst Leipzig (HGB) im Jahre 1947 wiedereröffnet.
Auch nach der Wende und friedlichen Revolution in der DDR bestätigte das Sächsische Hochschulstrukturgesetz vom 10. April 1992 die traditionsreiche Hochschule für Graphik und Buchkunst in Leipzig. Unter Kunstkritikern weltweit zählt die HGB heute zu den für Malerei und Grafik bedeutendsten deutschen Kunsthochschulen. Sie befindet sich nach wie vor in dem traditionsreichen Schulgebäude Wächterstraße 11, das unter dem Direktorat von Ludwig Nieper entstanden ist und von seiner Kunstakademie erstmals bezogen wurde.

## Als Gründungsdirektor der Gewerbeschule
Der Akademiedirektor Ludwig Nieper gründete 1875 in Personalunion die „Städtische Gewerbeschule zu Leipzig“. Er war überzeugt, dass infolge der Veränderungen durch industrielle Maschinenproduktion die Lehrlingsausbildung nicht mehr allein den Werkstätten und Fabriken überlassen bleiben durfte. Er erachtete eine höhere theoretische Fachbildung der Lehrlinge für notwendig.
Unter der Leitung von Nieper wurde der erste Organisationsplan der Städtischen Gewerbeschule entwickelt, wonach ein einjähriger Tageskurs mit 36 Wochenstunden und zwei anschließende Abendkurse (Semester) mit jeweils 14 Wochenstunden absolviert wurden. Voraussetzung für die Aufnahme in die Gewerbeschule waren ein Volksschulabschluss und eine bestandene Aufnahmeprüfung. 1875 begann der Unterricht mit 25 Tagesschülern und 70 Abendschülern in einem Gebäude in der Lessingstraße. Wegen Platzmangels erfolgte bald ein Umzug in die Bürgerschule am Johannisplatz und schließlich im Jahre 1891, unter dem Direktorat von Nieper, in den bereits fertiggestellten Ostflügel des Neubaus in der Wächterstraße 13 direkt neben der ebenfalls durch Ludwig Nieper neu errichteten Kunstakademie in der Wächterstraße 11.
Die Gewerbeschule ist für Leipzig die historische Wurzel für die technikwissenschaftliche Ausbildung in den beiden neuen Fachgebieten Maschinenbau und Elektrotechnik. Diese Gewerbeschule hat in Verbindung mit umfangreichen Werkstätten einen fachtechnischen, durch handwerkliche Praxis untermauerten Unterricht geboten. Speziell für diese Bedürfnisse wurde 1894 ein neu errichteter Baukörper in der Wächterstraße 13 direkt neben dem Akademiegebäude komplett fertiggestellt, der auch eine eigene Maschinenhalle umfasste. Dieses Gebäude wurde später zum Hauptsitz der Ingenieurhochschule Leipzig (IHL), einer Wurzel der späteren TH Leipzig (THL).
Neben ihren geistigen Wurzeln besitzt die TH Leipzig also auch mehrere institutionelle Wurzeln, so die „Zeichnungs-, Mahlerey- und Architektur-Academie zu Leipzig“, gegründet vor über 250 Jahren im Jahre 1764 von dem Maler Adam Friedrich Oeser (er malte die Nikolaikirche in der heutigen Gestalt neu aus), die 1838 gegründete „Königlich-Sächsische Baugewerkenschule Leipzig“, die „Städtische Gewerbeschule zu Leipzig“ (gegründet 1875 durch Ludwig Nieper) und die „Fachschule für Bibliothekstechnik und -verwaltung Leipzig“ (gegründet 1914).
Während des Direktorats von Ludwig Nieper war August Föppl in den Jahren 1877 bis 1892 einer der bedeutenden Lehrer dieser neuen Gewerbeschule, der schließlich an die Universität Leipzig berufen wurde, von hier 1894 an die TH München ging und dort sehr erfolgreich weiterwirkte. Er machte sich schon in Leipzig um die theoretische Durchdringung technischer Prozesse verdient. Sein Lehrbuch „Vorlesungen über technische Mechanik“ wurde in sechs Bänden von 1898 bis 1910 in Leipzig herausgegeben. Ihm verdanken wir auch die geschlossene vektoranalytische Darstellung der Theorie der Elektrizität (Maxwellsche Gleichungen). 1883 wurde ihm von der Universität Leipzig der Ehrendoktortitel verliehen.

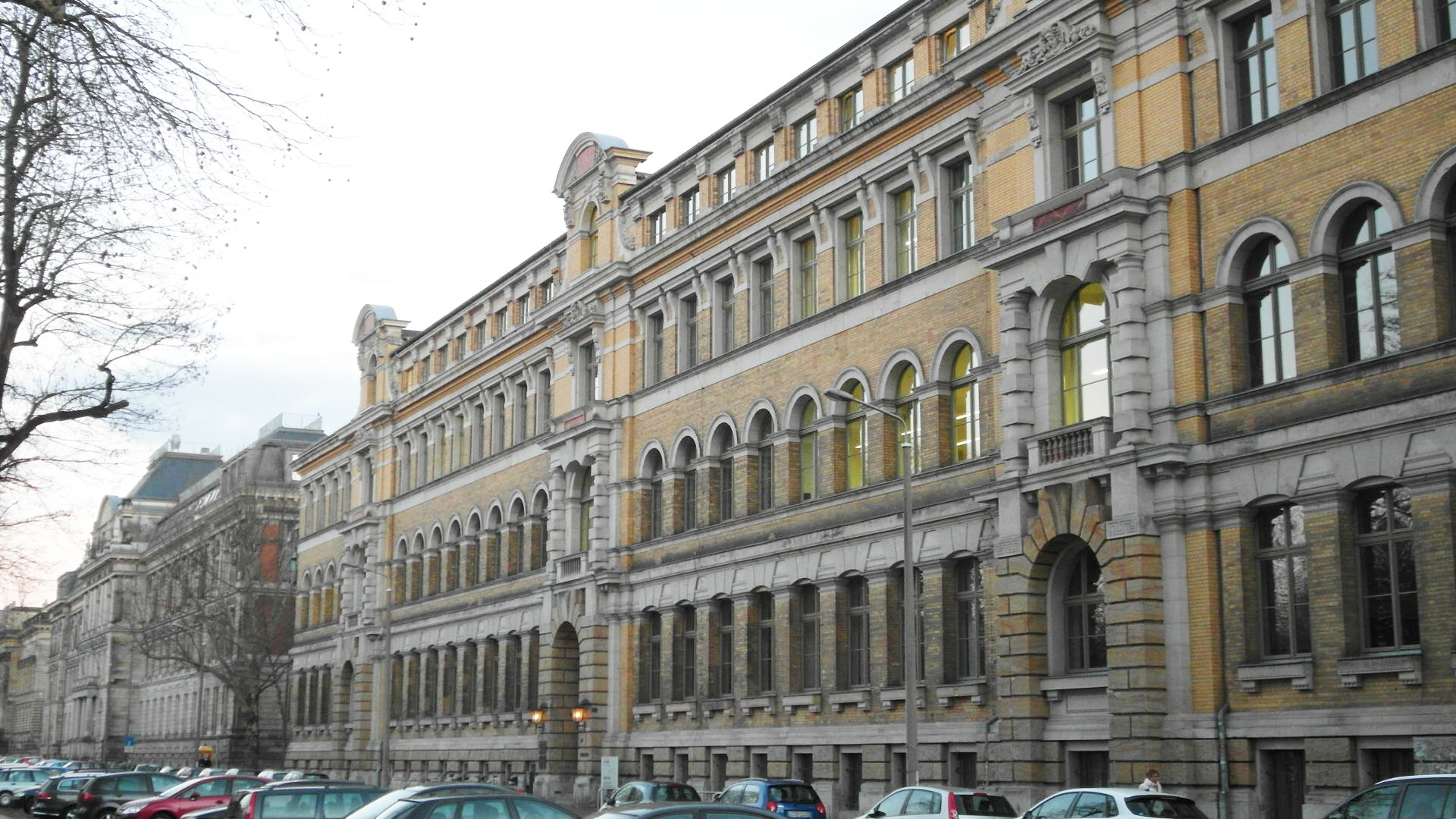
Leipzig, Wächterstraße 11 (hinten: Hochschule für Grafik und Buchkunst) und Wächterstraße 13 (vorn: Hochschule für Technik, Wirtschaft und Kultur, Wiener-Bau), errichtet nach Plänen von Hugo Licht

Nieper konnte daher auch in seinem ersten Rechenschaftsbericht von 1878 feststellen: „Zweck der Gewerbeschule ist die Hebung des Gewerbestandes durch Unterricht in allgemein wissenschaftlichen, sowie namentlich in denjenigen technischen Fächern, innerhalb derer eine gründliche Ausbildung für das Gewerbe besonders erforderlich ist.“
Als Direktor der Kunstakademie, die sich besonders auch dem Buchgewerbe zugewandt hatte, sorgte Nieper im Jahre 1890 mit Weitblick für die Einrichtung einer Fotoabteilung als einer rationell-technischen Seite für die bildende Kunst. Bereits 3 Jahre später entwickelte er daraus ein Photomechanisches Institut, das der Reproduktionstechnik im graphischen Gewerbe zum Durchbruch verhalf. Seit 1940, also vierzig Jahre nach dem Ausscheiden von Nieper als Direktor der Kunstakademie, hat dieses als „Institut für Farbenfotographie“ wesentliche Beiträge zur Entwicklung dieser Technik durch die Erprobung neuer Fotomaterialien erbracht.
Ihren Sitz hatten Akademie und Gewerbeschule viele Jahre gemeinsam im sog. Akademieflügel der Pleißenburg (heute Neues Rathaus), wechselten 1886–1890 in die Alte Nikolaischule und danach in das Neue Akademiegebäude in der Wächterstraße 11 (heute Hochschule für Grafik und Buchkunst HGB, unmittelbar neben dem früheren Hauptgebäude der Ingenieurhochschule Leipzig IHL, dem ehemaligen Sektionsgebäude der TH Leipzig und dem heutigen Wiener-Bau der HTWK Leipzig in der Wächterstraße 13). In gleichen bzw. nebeneinanderliegenden Unterrichtslokalitäten wirkten also die Lehrkräfte beider Schulen zum beiderseitigen Nutzen.
Im Jahre 1893 wurde die Personalunion in der Leitung von Kunstakademie und Gewerbeschule aufgelöst, und der Architekt Paul Schuster übernahm das Direktorat der Gewerbeschule, während Nieper weiterhin als Direktor der Akademie bis 1901 wirkte. Hierdurch wurde der zunehmenden industriellen Entwicklung Leipzigs, insbesondere auf den Gebieten Maschinenindustrie und Elektroindustrie, besser Rechnung getragen. Nieper hatte sich trotz der Widersprüche in seiner Doppelfunktion um eine bestmögliche Anpassung der gewerblichen Bildung an die Erfordernisse seiner Zeit bemüht, wurde jedoch von der rasanten technisch-industriellen Entwicklung in den Gründerjahren überholt.
Ludwig Nieper zog sich im Alter nach Dresden-Loschwitz zurück und verstarb dort am 2. April 1906 mit nahezu 80 Jahren. Sein Sohn war der spätere sächsische Generalmajor Otto Nieper.

## Nieper-Verehrung

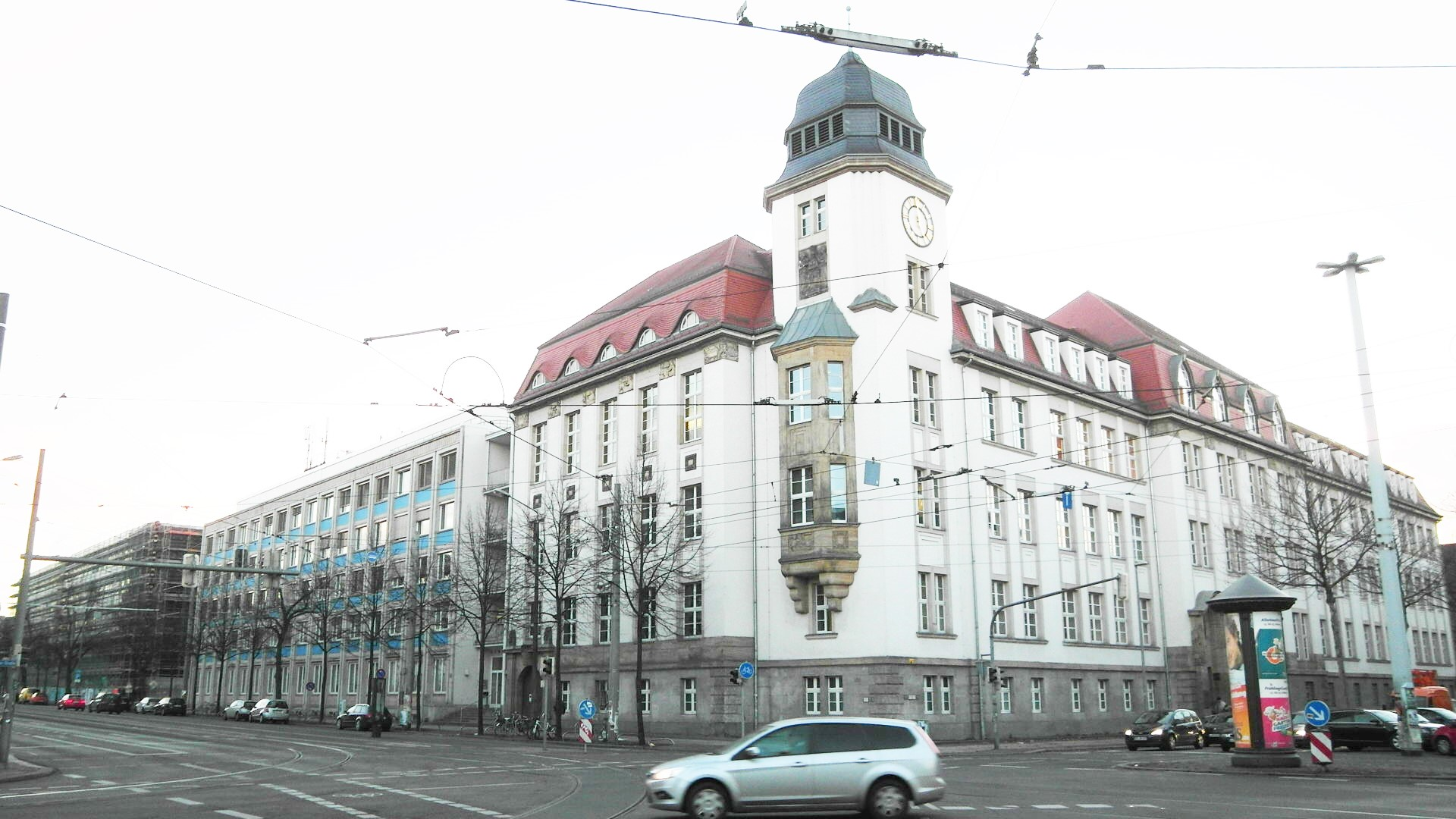
Leipzig, Karl-Liebknecht-Straße 132, ehemaliger Hauptsitz der Hochschule für Bauwesen und der TH Leipzig, heute HTWK-Hauptsitz als Geutebrück-Bau, in dessen Achse 2014 der Nieper-Bau errichtet wurde

Der Maler und Holzschneider Ludwig Nieper ist heutzutage insbesondere Kunsthistorikern gut bekannt, und einige seiner Bildnisse sind  in Leipziger Museen vorhanden. In der Friedenskirche in Leipzig-Gohlis befinden sich noch die von ihm geschaffenen Chorfenster. Der Gründungsrektor der Hochschule für Technik, Wirtschaft und Kultur Leipzig Klaus Steinbock hat ihm ein Denkmal gesetzt mit einem Porträt, das sich in der Technikergalerie der HTWK befindet. Das Ölgemälde wurde von dem Dresdener Künstler Klaus H. Zürner geschaffen. Es zeigt Nieper als Künstler bei einer Holzschnittarbeit und symbolisiert durch eine Plattenkamera zugleich seine Verdienste um die Reproduktionstechnik. Der Bezug zu Niepers Wirkungsstätte wird durch den Blick aus dem Fenster auf das heute von der HTWK genutzte Gebäude Wächterstraße 13 (Wiener-Bau) hergestellt, das während seines Direktorats für die Gewerbeschule neu errichtet und 1891 im bereits fertiggestellten Ostflügel bezogen wurde.
Die HTWK Leipzig verehrt Ludwig Nieper auch als einen ihrer Stammväter, indem sie ihn als Namensgeber für den 2013/2014 entstandenen und 2015 eingeweihten Nieper-Bau in der Verlängerungsachse ihres Hauptgebäudes Karl-Liebknecht-Straße 132 ausgewählt und ihm somit ein bleibendes Denkmal gesetzt hat.

## Veröffentlichungen (Auswahl)
- Ludwig Nieper; Anton Springer: Die Königliche Kunstakademie und Kunstgewerbeschule in Leipzig. Festschrift und amtlicher Bericht. Mit einer wissenschaftlichen Abhandlung über „die Aufgaben der graphischen Künste“ von Anton Springer. Druck: Leipzig : Drugulin 1890.
- Ludwig Nieper:  Illustrationen. In: Albrecht Gerstell: Bilder aus der Traumwelt. Leipzig : J. J. Weber 1852.